# Charles Jasper Selwyn
Pour les articles homonymes, voir Selwyn.
Charles Jasper Selwyn (13 octobre 1813 - 11 août 1869) est un avocat, homme politique et Lord Justice d'appel anglais.

## Jeunesse et éducation
Selwyn est né à Church Row, Hampstead, Middlesex, troisième et plus jeune fils de William Selwyn (1775–1855), et frère de George Augustus Selwyn, évêque de Lichfield, et de William Selwyn (1806–1875), théologien. Il fait ses études à Ealing, au Collège d'Eton, et au Trinity College, Cambridge, dont il est successivement étudiant et membre. Il est diplômé BA 1836, MA 1839 et LL. D. 1862.

## Carrière politique et juridique
Selwyn est admis au barreau de Lincoln's Inn le 27 janvier 1840, exerce principalement devant le Master of the Rolls et constitue une grande fortune. Il est commissaire à l'université de Cambridge de 1855 à 1868, devient conseiller de la reine le 7 avril 1856 et, la même année, est nommé conseiller de son Inn. Il entre au Parlement en tant que député de l'Université de Cambridge en avril 1859 et siège dans cette circonscription jusqu'en 1868. Il est un conservateur convaincu et un homme d'église. Il s'exprime d'abord dans la chambre lors de l'adresse à la reine sur l'armement du corps de volontaires  et le 13 août 1859 prononce un discours sur une question de privilège liée à l'enquête électorale de Pontefract . Au cours du même mois, il propose une résolution par laquelle le comité sur le projet de loi sur les droits de timbre est autorisé à introduire une clause étendant les droits d'homologation aux biens dépassant un million de dollars  et quelques mois plus tard, il obtient le rejet du projet de Lewis Llewelyn Dillwyn sur les écoles dotées .
Le discours de Selwyn sur la motion de deuxième lecture du projet de loi sur la Commission ecclésiastique est considéré comme son meilleur . Il se prononce longuement contre le projet de loi et y propose un amendement. Le projet de loi est ensuite retiré après un débat de trois nuits. Le 20 février 1861, il fait voter un amendement au Trustees of Charities Bill . L'un de ses derniers discours porte sur le projet de loi réformiste de 1867, lorsqu'il préconise que le droit de vote des locataires soit étendu aux locataires universitaires de la ville de Cambridge .
Selwyn devient solliciteur général dans la dernière administration de Lord Derby le 18 juillet 1867 et est fait chevalier le 3 août. Benjamin Disraeli le nomme Lord Justice of Appeal le 8 février 1868 et il est nommé conseiller privé le 28 mars.

## Famille
Selwyn épouse en 1856, Hester, cinquième fille de John Goldsborough Ravenshaw, président de la Compagnie des Indes orientales, et veuve de Thomas Dowler. Il se remarie le 2 avril 1869 à Catherine Rosalie, fille du colonel Godfrey T. Greene, Royal Engineers, et veuve du révérend Henry Dupuis, vicaire de Richmond. Il a un fils, Charles William Selwyn (1858-1893) et deux filles, Edith Adriana Selwyn (1859-1910), mariée à Edward Grant Fraser-Tytler et Beatrice Eugénie Selwyn (1865-1898), mariée à Patrick Herbert. Sa veuve Catherine épouse Francis Hughes-Hallett (en) en 1871.
Selwyn, en collaboration avec LF Selwyn, écrit en 1847 Annales du Diocèse de la Nouvelle-Zélande  Il meurt à Pagoda House, Richmond, Surrey, le 11 août 1869, à l'âge de 55 ans, et est enterré au cimetière Nunhead.